# Axiodes dochmoleuca
Axiodes dochmoleuca là một loài bướm đêm trong họ Geometridae.